# 火箭万源駅
火箭万源駅（かせんばんげんえき）は、中華人民共和国北京市豊台区に位置する北京地下鉄8号線の駅である。

## 駅構造
対面式ホーム2面2線の地下駅である。

## 駅名の由来
中国運載火箭技術研究院の「火箭」（ロケットの意味）と地名の万源荘から取った「万源」の組み合わせである。建設当時には「六営門駅」とも呼ばれる。

## 駅周辺
- 中国運載火箭技術研究院 - 駅名の由来

## 歴史
- 2018年12月30日 - 開業。[4]

## 隣の駅
北京地下鉄
■8号線
東高地駅 - 火箭万源駅 - 五福堂駅